# Sobór Przemienienia Pańskiego w Doniecku

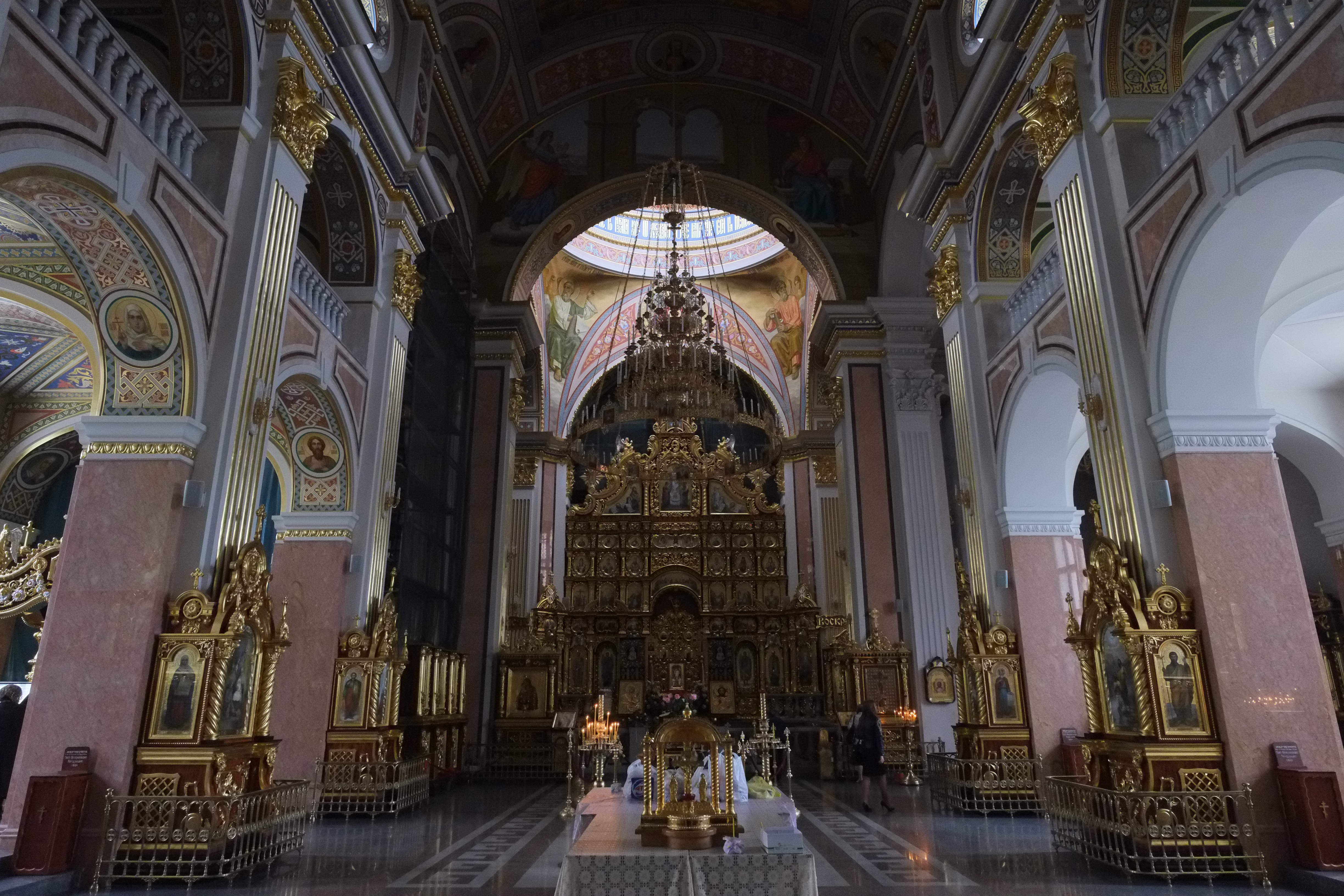
Wnętrze (2014)

Sobór Przemienienia Pańskiego – prawosławny sobór w Doniecku, katedra eparchii donieckiej Ukraińskiego Kościoła Prawosławnego Patriarchatu Moskiewskiego.

## Historia

### Pierwszy sobór
Pierwsza świątynia prawosławna o statusie soboru została wzniesiona w Juzowce (pierwotna nazwa Doniecka) w latach 1883–1886. 2 listopada 1886 została uroczyście poświęcona. Sobór zbudowano z dobrowolnych składek mieszkańców Juzowki, przede wszystkim kupców. Książę Liwien przekazał na budowę 5 tys. rubli, materiały budowlane o łącznej wartości 2 tys. rubli, 66 dziesięcin ziemi, sam także ufundował ikonostas. 2 tys. rubli przekazali kupcy Łobasowowie, 5 tys. przeznaczyło na budowę towarzystwo wspierania produkcji z Noworosyjska. Łączny koszt budowy wyniósł 17 tys. rubli.
Sobór został wzniesiony według jednego z projektów Konstantina Thona ze zbioru Projekty cerkwiej, zatwierdzonych jako standardowe wzorce dla budowy świątyń prawosławnym w całym Imperium Rosyjskim jeszcze w 1830. Po kilku latach od otwarcia obiektu został on jednak rozbudowany, przez co zaczął odbiegać od pierwotnego projektu. Początkowo sobór był świątynią jednokopułową, jednak w toku rozbudowy, umożliwionej przez napływ nowych składek, dobudowano do niego cztery nowe kopuły i dwa ołtarze boczne, poszerzono pomieszczenia ołtarzowe. Zbudowano także dzwonnicę, która była najwyższą budowlą w mieście.
Sobór był świątynią parafii liczącej w 1892 r. 2500 wiernych, zaś w 1913 – już kilkanaście tysięcy wiernych. Od 1893 w ramach struktur parafialnych działało bractwo, które zajmowało się walką z pijaństwem, prowadzeniem tanich stołówek, bibliotek, żłobków i przytułków, działalnością oświatową i charytatywną, jak również utwierdzaniem miejscowej społeczności w wierze prawosławnej.
Bezpośrednio po rewolucji październikowej i wcieleniu Ukrainy do ZSRR sobór nie został zamknięty. Dopiero w 1930 ze świątyni zarekwirowane zostały wszystkie dzwony, po czym zniszczono dzwonnicę. Rok później władze stalinowskie nakazały zniszczenie soboru, który został wysadzony w powietrze w celu uzyskania materiału budowlanego.

### Odbudowa
Odbudowa świątyni na pierwotnym miejscu była niemożliwa, gdyż w okresie radzieckim wzniesione tam już zostały nowe budynki. 9 sierpnia 1991 władze miejskie udostępniły pod budowę soboru część placu im. Gorkiego. Poświęcenia kamienia węgielnego dokonał 27 lutego 1993 biskup doniecki i sławiański Hipolit. Z braku funduszy budowa cerkwi nie była jednak kontynuowana. Starania na rzecz zakończenia prac podjął na nowo arcybiskup doniecki Hilarion, który objął katedrę w 1996. Uzyskał on pomoc gubernatora donieckiego Wiktora Janukowicza oraz osób prywatnych – kierowników przedsiębiorstw działających w Donbasie. Projekt soboru wykonał W. Onufrijenko, w zamyśle którego świątynia łączy elementy typowe dla rosyjskiego klasycyzmu (stylu, który reprezentował pierwszy sobór w Doniecku) z cechami typowymi dla sakralnej architektury ukraińskiej. Zewnętrznie sobór zdobiony jest mozaikami-wizerunkami Chrystusa, Matki Boże i różnych świętych. Budynek przeznaczony jest dla 3 tys. wiernych.
W 2004 do użytku liturgicznego oddana została dolna cerkiew, której patronem został św. Sergiusz z Radoneża. Poświęcenia świątyni dokonał metropolita doniecki Hilarion w październiku 2004. W podziemiu głównego soboru rozmieszczono także baptysterium, salę posiedzeń, refektarz, bibliotekę, zakrystię i kuchnię, gdzie wypiekane są prosfory. Główny ołtarz został konsekrowany 18 lipca 2009. Wcześniej oddano do użytku dwa ołtarze boczne – św. Wiktora i św. Hilariona Pieczerskiego.